# 帕内尔广场

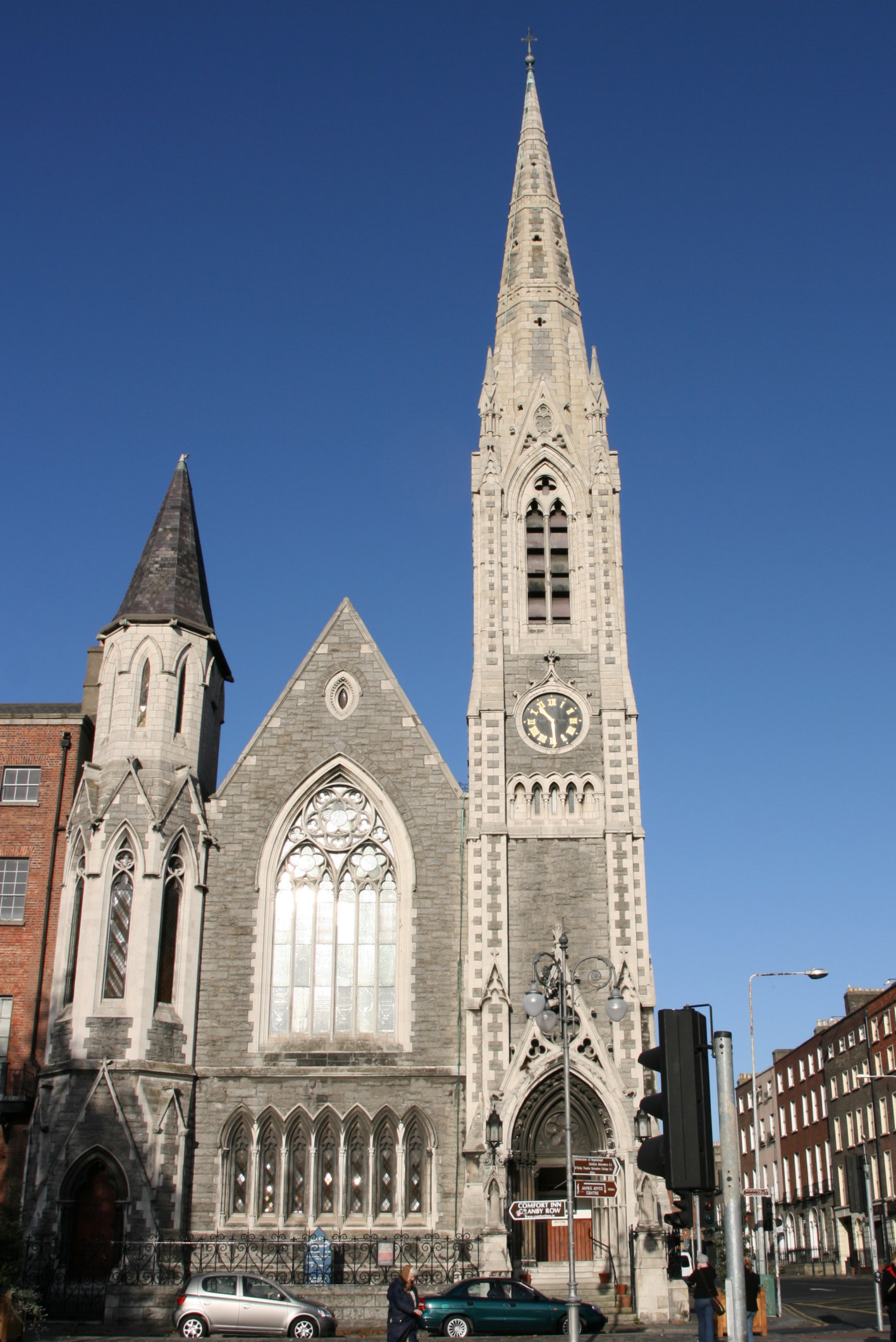
芬勒特长老会教堂

帕内尔广场（英语：Parnell Square，爱尔兰语：Cearnóg Parnell）是爱尔兰都柏林一个重要的乔治风格广场，位于奥康内尔街北端，蒙乔伊广场以西。
帕内尔广场原名“拉特兰广场”（Rutland Square），后以查尔斯·斯图尔特·帕内尔和广场南侧的帕内尔街重新命名。广场三面环绕着带露台的乔治风格房屋。广场南部有著名的圆形医院（Rotunda Hospital）。北侧有纪念花园（Garden of Remembrance）。在广场东南角，奥康内尔街转角，坐落着Gate 剧院，原来是圆形医院的一部分。
在广场北侧，有休巷美术馆（Hugh Lane Gallery），由威廉·钱伯斯设计在乔治时期。同一侧还有都柏林作家博物馆和爱尔兰作家中心。引人注目的哥特复兴式的芬勒特长老会教堂建于19世纪60年代。詹姆斯·乔伊斯中心位于附近的北大乔治街，也以乔治风格房屋著称。都柏林最负盛名的餐厅之一，“第一章”（Chapter One），位于帕内尔广场北侧，介于休巷美术馆和作家博物馆之间。广场南侧是康威酒吧，1916年复活节起义后皮尔斯在酒吧外向英军投降。新芬党都柏林总部设于广场西侧。